# Esperanza (República Dominicana)
Esperanza es un municipio de la República Dominicana, que está situado en la provincia de Valverde.

## Toponimia
En las actuales tierras del municipio, el almirante Cristóbal Colón, en su segundo viaje al Nuevo Mundo (1494), funda la fortaleza Esperanza. Al año siguiente, el adelantado Bartolomé Colón funda al pie de la fortaleza una aldea con el mismo nombre. 

## Límites
Municipios limítrofes:
|                      | Norte: Altamira |              |
| Oeste: Laguna Salada |                 | Este: Bisonó |
|                      | Sur: Mao        |              |

## Distritos municipales
Está formado por los distritos municipales de:
| Nombre      | Código   |
| ----------- | -------- |
| Esperanza   | 04270201 |
| Maizal      | 04270202 |
| Jicomé      | 04270203 |
| Boca de Mao | 04270204 |
| Paradero    | 04270205 |

## Historia
Aldea fundada en 1495 en tierras del cacique Caonabo, deja de existir por un siglo y vuelve a aparecer un caserío y un hato a principios del siglo XVII. 
Cuando la destrucción de las ciudades Guajaba, Puerto Real de Bayajá, Monte Cristi y Puerto Plata, durante el gobierno de Antonio Osorio, esta población fue obligada a emigrar a la parte sur del país y, la que no acepta esta orden es la que funda el Hato Esperanza, entre otros, siendo este el lugar que ocupa el Municipio de Esperanza hoy día.
Es a partir de las primeras décadas del siglo XIX cuando comienza a tener un matiz de pobladores más organizados en pequeñas agrupaciones dispersas, y a mediados de 1900 con la instalación del ingenio de Esperanza se organiza aún más, en Esperanza Caña y Esperanza Pueblo.
El 19 de junio de 1875 es elevado el Hato de Esperanza a Puesto Cantonal, dependiendo de la provincia de Santiago de los Caballeros, mediante el decreto n.º 1433; más tarde es convertido en Común de la misma provincia, al ser dictada la constitución política del 9 de septiembre de 1907, la que abolió la denominación de Puesto Cantonal.
La conversión de Esperanza en Puesto Cantonal se originó por una petición elevada por los habitantes del poblado y sección, dirigida al Congreso Nacional apoyada por el gobernador de la provincia de Santiago.
Al crearse la provincia de Valverde mediante la Ley 4882 del 27 de marzo de 1958 el municipio queda segregado de la Provincia de Santiago de los Caballeros a partir del 1 de enero de 1959 y pasa a formar parte de la nueva provincia.

## Economía
Sus tierras están dedicadas a una diversidad de cultivos tales como arroz, plátano, guineo, café y cacao, entre otros frutos menores.
En la porción de cordillera Septentrional perteneciente a este municipio se cultiva café, cacao y en menor cantidad naranjas; estas montañas son muy poco pobladas.
Uno de los principales ingresos del municipio a la economía es la Zona franca de Esperanza que ofrece a miles de personas obtener empleo.

## Flora
Una serie de árboles nativos y exóticos conforman su flora, entre los que se destacan el grayumbo, guatapanal, frijol, bayahonda, acacia, laurel, nim, así como maderas preciosas la caoba, roble y cedro, etc.

## Fauna
La cigua palmera, ave nacional, madan sagá, garcilan, gallineta, gallareta, tórtola, pájaro carpintero, lagarto, culebra, ganado vacuno, caprino y porcino, sapo bogaert y toro, entre otros describen la riqueza de su fauna.

## Educación
En el municipio de Esperanza existen instituciones dedicada a la formación tanto públicas como privadas.El órgano rector de estas instituciones es el Distrito Educativo 09-02.
Las instituciones ofrecen formación del nivel Inicial, Primario y Secundario y otros institutos dan ofertas de cursos talleres y aprender lenguas modernas, la educación de este municipio cuenta con un politécnico para la formación integral de los estudiantes.
Dentro de las instituciones educativas están:
- Escuela Batey Duarte.
- Escuela Cristóbal Colón.
- Escuela Doña Elsa Cabrera.
- Escuela El Buen Samaritano.
- Escuela Ercilia Pepín.
- Escuela Hermanas Mirabal.
- Escuela la Yaguita.
- Liceo María Pascual.
- Liceo Matías Ramón Mella.